# 地芳峠
地芳峠（じよしとうげ）は、国道440号の愛媛県上浮穴郡久万高原町と高知県高岡郡檮原町との境に位置する峠。

## 地形
標高1,084m。愛媛県の高知県の県境をなす四国カルストのほぼ中部、鞍部をなす位置にあり、峠をはさんで東に姫鶴平、天狗高原、西に大野ヶ原と高原が連なっており、四国カルスト観光の拠点でもある。ただし、現況、観光関連施設は峠付近には存在しない。

## 歴史
古くから伊予国柳谷村と土佐国檮原町とを結ぶ峠道があり、近隣の村民に利用されてきた。
1964年（昭和39年）3月、峠をはさむ地域一帯が四国カルスト県立自然公園に指定され、道路整備と観光地整備が並行して進められてきた。しかし、旧道は急峻な山岳地帯を走るいわゆる酷道にあたる区間で、冬季には積雪や凍結による通行規制も生じていたため、地芳トンネルが整備された。

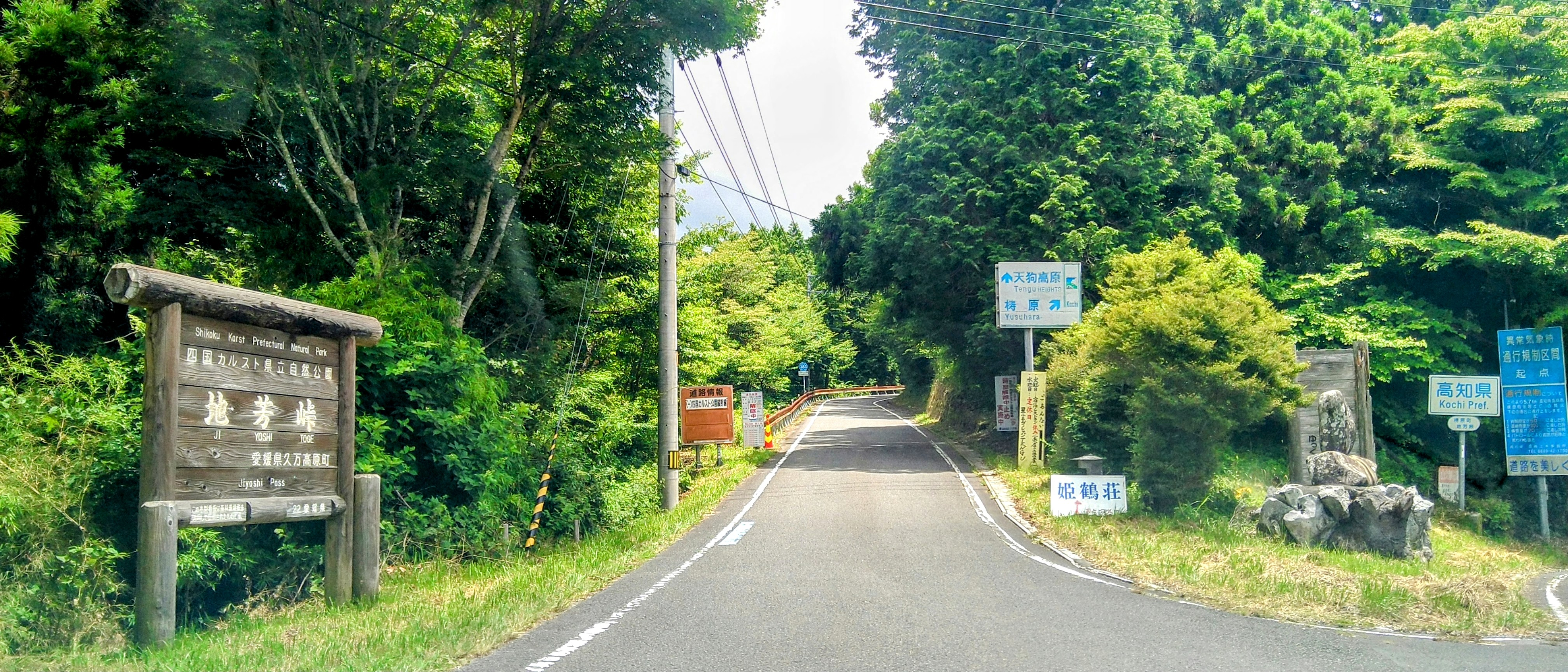
地芳峠

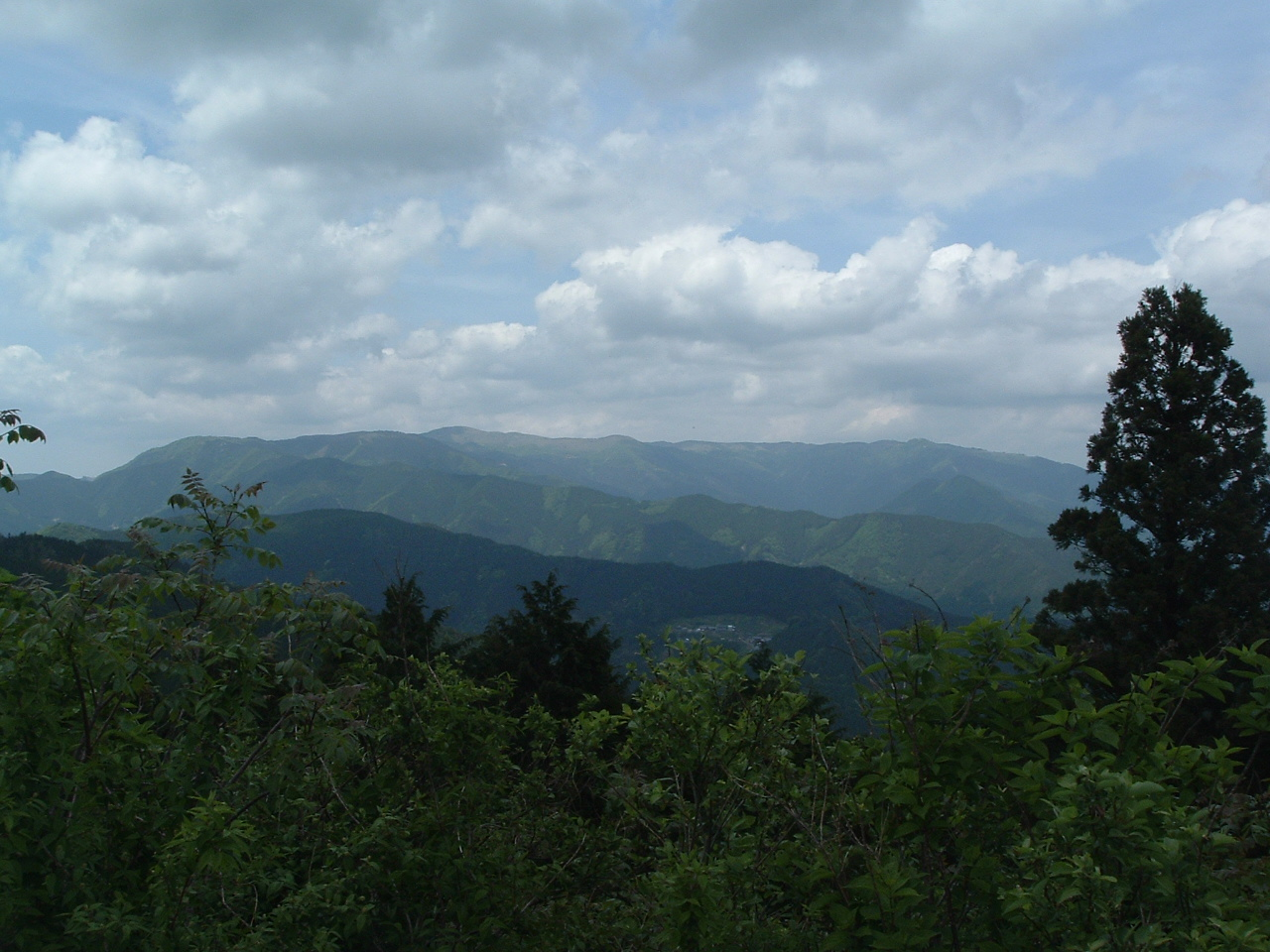
地芳峠から北に笠取山を望む。

## アクセス
国道440号旧道が通っているが、峠の前後では山肌を縫うように走る曲がりくねった林間の区間が続く。2011年11月、峠の下を貫く地芳トンネルを含む国道440号のバイパス道路・「地芳道路」が開通。詳細は国道440号の記事を参照のこと。